# Companhia Espírito Santense de Saneamento
A Companhia Espírito Santense de Saneamento - CESAN, é uma empresa de abastecimento de água e saneamento básico do estado brasileiro do Espírito Santo.
Criada em 1967 e constituída no ano seguinte, é uma empresa de economia mista com sede em Vitória, sendo o governo do Espírito Santo o acionista majoritário. Atende a 52 dos 78 municípios capixabas.